# 昏灰
昏灰色，是一種顏色（英語：Dim gray），是暗灰色顏色之一，是灰帶黑的色彩。

三原色光模式RGB值為(105,105,105)、印刷四分色模式CMYK值為(0,0,0,59)、HSV色彩属性模式值為(0,0,41)。